# 佐久間信久
佐久間 信久（さくま のぶひさ、天保4年（1833年） - 慶応4年（1868年））は、幕末の幕臣（旗本）。通称は小左衛門。官名は近江守。

## 経歴
別手組出役から別手組頭取となる。元治元年に一橋家の護衛として上京、八月十八日の政変での指揮の様子を一橋慶喜に評価され歩兵頭となる。そして、フランス陸軍のシャルル・シャノワーヌやジュール・ブリュネから洋式戦術を学んだ。慶応3年10月に大坂に行き、翌月歩兵奉行並に昇進する。翌年1月、幕府軍の一員として歩兵第十一連隊を指揮し大坂を出陣、鳥羽・伏見の戦いで善戦をするが、1月4日薩摩軍に狙撃され負傷し、後方に送られ紀三井寺で没した。
養子に英語学者の佐久間信恭がいる。